# Stuart Christie
Stuart Christie (Partick, Glasgow, 10 de juliol de 1946 - 15 d'agost de 2020), va ser un anarquista, editor i escriptor escocès, arrestat als 18 anys quan portava explosius per atemptar contra Franco.
El 1962, amb només 16 anys, Stuart es va afiliar a l'Anarchist Federation de Glasgow (Internacional de Federacions Anarquistes).
Poc temps després, als 18 anys, es va traslladar des de Londres a París i posteriorment a Madrid, unint-se a Defensa Interior (DI), grup d'acció clandestí de la Confederació Nacional del Treball, implicats en l'intent d'assassinat del dictador Francisco Franco. Abans de sortir d'Anglaterra, Stuart va ser entrevistat per a un programa de televisió per Malcolm Muggeridge (prèviament conegut contacte del MI6, Servei d'Intel·ligència Secret del Regne Unit), a qui va comentar el bé que faria a Espanya lliurar-se de Franco.
Stuart va ser arrestat l'11 d'agost de 1964, ja a Espanya, mentre feia autoestop a Madrid per trobar-se amb un contacte, Fernando Carballo Blanco. Jutjats tots dos en Consell de Guerra, per possessió d'explosius, al principi la sentència va ser execució per garrot vil. L'enregistrament de l'entrevista concedida per Stuart a la televisió anglesa va arribar a Espanya i va influir en contra seva. La condemna finalment va ser commutada per 20 anys de presó per a ell i a 30 anys per Fernando Carballo Blanco.
Després de romandre empresonat durant tres anys, Stuart Christie va ser alliberat el 21 de setembre de 1967 gràcies a la pressió internacional realitzada al govern espanyol, amb el suport i l'ajuda de persones conegudes com ara el filòsof anglès Bertrand Russell o el filòsof francès Jean-Paul Sartre, al no poder-se provar els càrrecs de conspiració ni de possessió d'armes i explosius.
També va ser imputat el 1971, quatre anys després de ser posat en llibertat de les presons franquistes, de pertànyer presumptament a The Angry Brigade (Brigada Iracunda); va ser absolt d'aquests càrrecs.
En ser posat en llibertat, va tornar al Regne Unit continuant el seu activisme en el moviment anarquista. Va reformar la Creu Negra Anarquista, va fundar el periòdic Black Flag (Bandera Negra) al costat d'Albert Meltzer, les revistes Cienfuegos Press, Anarchist Review, la revista mensual de les Illes Orcades, The Free-Winged Eagle i va fundar les editorials de llibres Cienfuegos Press i Christiebooks. També gestionava un canal de televisió en línia, Anarchist Film Channel, amb més de vuit-cents documentals i films de temes llibertaris i històrics arxivats.
Christie va escriure diversos llibres i obres i va treballar com a periodista i redactor per a diversos periòdics i publicacions, com l'edició en llengua anglesa de Pravda-PRAVDA INTERNATIONAL (un famós periòdic de la Unió Soviètica, però sense comptar amb l'aprovació del comitè de redacció de Moscou) i amb Argumenty i Fakty, l'únic periòdic independent en la Unió Soviètica de l'època, considerat el periòdic que va treure a la llum la perestroika i el glàsnost.

## Obres
- Granny Made me an Anarchist, obra autobiogràfica, 2004
- General Franco Made Me A Terrorist,
- Edward Heath Made Me Angry
- Anarquisme i lluita de classes -The Floodgates of Anarchy  en l'original anglès- junt a Albert Meltzer.
- Stefano Delle Chiaie: Portrait of a Black Terrorist, 1984, sobre Stefano Delle Chiaie, fundador d'Avanguardia Nazionale (Italia) i miembre de la lògia maçònica P2 (Propaganda Due), implicades en l'Estratègia de la tensió de l'Operació Gladio.
- We, the Anarchists! A study of the Iberian Anarchist Federation (FAI), 1927-1937.

Endemés va traduir a l'anglès llibres d'autors espanyols com la biografia de Quico Sabaté, Sabate: An Extraordinary Guerrilla d'Antoni Téllez i Solà. També va editar traduccions a l'anglès de diverses obres com els tres volums de Josep Peirats, The CNT in the Spanish Revolution (traduïda per Paul Sharkey i corregida, anotada i editada per Chris Ealham) o la novel·la de ficció històrica L'home que va matar Durruti de l'escriptor Pedro de Paz.